# Michał Kubisztal
Michał Kubisztal (Tarnów, 1980. március 23. –) lengyel válogatott kézilabdázó, balátlövő, a Czuwaj Przemyśl játékosa.

## Pályafutása

### Klubcsapatokban
Pályafutását a Śląsk Wrocławban kezdte, majd a sziléziai csapattól 2003-ban szerződött a Zagłębie Lubinhoz. A 2006–2007-es szezonban bajnoki címet nyert a csapattal, amelynek színeiben háromszor lett a lengyel élvonal gólkirálya. A 2007–2008-as szezonban 37 gólt szerzett a Bajnokok Ligája csoportkörében a Zagłębie-ben, majd 2017 novemberében a német Füchse Berlinhez igazolt. A Bundesligában 108 mérkőzésen 424 gólt szerzett. 2011 júniusáig kézilabdázott Berlinben, majd hazaigazolt Lengyelországba, a Wisła Płockba. 2013-tól 2015-ig a Górnik Zabrze,  majd ezt követően két évig az Azoty-Puławy játékosa volt. Előbbi csapat színeiben a 2013–2014-es szezonban újra gólkirály lett az Ekstraklasában. 2016 májusában az Azoty-Puławy-MMTS Kwidzyn mérkőzésen megszerezte 2000. gólját a lengyel élvonalban. Ezt a határt előtte mindössze hárman (Robert Nowakowski, Piotr Obrusiewicz és Mariusz Jurasik) tudták elérni a bajnokság történetében.

### A válogatottban
1999-ben részt vett a portugáliai junior Európa-bajnokságon, ahol 29 gólt szerzett. Egy évvel később, a görögországi ifjúsági Európa-bajnokságon 16 alkalommal volt eredményes. A lengyel felnőtt válogatottban 2002. december 21-én mutatkozott be egy Csehország elleni mérkőzésen. Szerepelt a 2003-as és a 2013-as világbajnokságon, valamint a 2014-es Európa-bajnokságon.

## Család
Nős, felesége, Sabina Kubisztal szintén kézilabdázó, csakúgy mint testvérei, Mariusz, Dariusz és Maciej.

## Sikerei, díjai
Zagłębie Lubin
- Lengyel bajnok: 2006-2007

Egyéni elismerései
- A lengyel bajnokság gólkirálya: 
  - 2003-2004 (223 gól; Zagłębie Lubin)
  - 2004-2005 (188 gól; Zagłębie Lubin)
  - 2006-2007 (222 gól; Zagłębie Lubin)
  - 2013-2014 (194 gól; Górnik Zabrze)